# Phare de Fuencaliente
Le phare de Fuencaliente est un phare situé dans la commune de Fuencaliente de la Palma, à l'extrémité sud de l'île de La Palma, dans les Îles Canaries (Espagne). C'est l'un des quatre phares principaux de La Palma, chacun marquant le point cardinal de l'île. Le phare de Arenas Blancas et le Phare de Punta Lava sont situés sur les côtés oriental et occidental de l'île. Le phare de Punta Cumplida est situé sur le point nord.
Il est géré par l'autorité portuaire de la Province de Santa Cruz de Tenerife (Autoridad Portuaria de Santa Cruz de Tenerife).

## Histoire

### Le vieux phare
Le premier phare, qui a été ouvert en 1903, existe toujours, et se compose d'une tour en pierre de 12 mètres à l'avant d'une maison d'un étage. Il a été gravement endommagé par un tremblement de terre en 1939 et a dû être considérablement reconstruit. Il a été rénové entre 2001 et 2004 afin que les visites de sa tour puissent être autorisées, la maison du gardien étant réutilisée pour loger un centre d'interprétation pour la réserve marine sur l'île (Centro de Interpretacion de la Marina de la Isla de La Palma). La pièce principale a été recréée comme une grotte volcanique, et les visiteurs y sont debout sur un plancher en verre surélevé. Une sculpture en bronze à grande échelle d'un dauphin est affichée, prise dans un filet de pêche suspendu au plafond. Le centre a été ouvert en 2006 pour promouvoir le respect et la compréhension du milieu marin.

### Le phare actuel
Le nouveau phare a été mis en service en 1985. C'est une tour en béton rouge et blanc de 24 mètres de haut construite à côté de l'ancien phare. Avec une hauteur focale de 36 m au-dessus de la mer, sa lumière peut être vue jusqu'à 14 milles marins (26 km) et émet trois éclairs de lumière blanche toutes les 18 secondes.

### Lieu commémoratif
A côté de l'ancienne tour, a été érigé en octobre 2014 le Monument aux martyrs du Brésil. Au cours du voyage au Brésil, le 15 juillet 1570 en naviguant près des îles Canaries, le Santiago, le navire d'Ignace d'Azevedo et 39 jésuites ont été attaqués et capturés par une flotte dirigée par le corsaire huguenot français Jacques de Sores au large du phare Fuencaliente. Après la capture, Azevedo et ses 39 compagnons ont été massacrés. En 1971, 40 croix de béton sur le lieu du martyr ont été placés sur le fond marin par le gouvernement de l'île de La Palma à environ 200 m du phare. Cet endroit est situé dans une profondeur d'environ 20 mètres et est aujourd'hui une destination de plongée populaire. À côté de la vieille tour, un autre monument pour les Quarante Martyrs du Brésil a été érigé en octobre 2014. Ce monument est une croix de pierre, avec une plaque sur laquelle sont gravés les noms des martyrs.

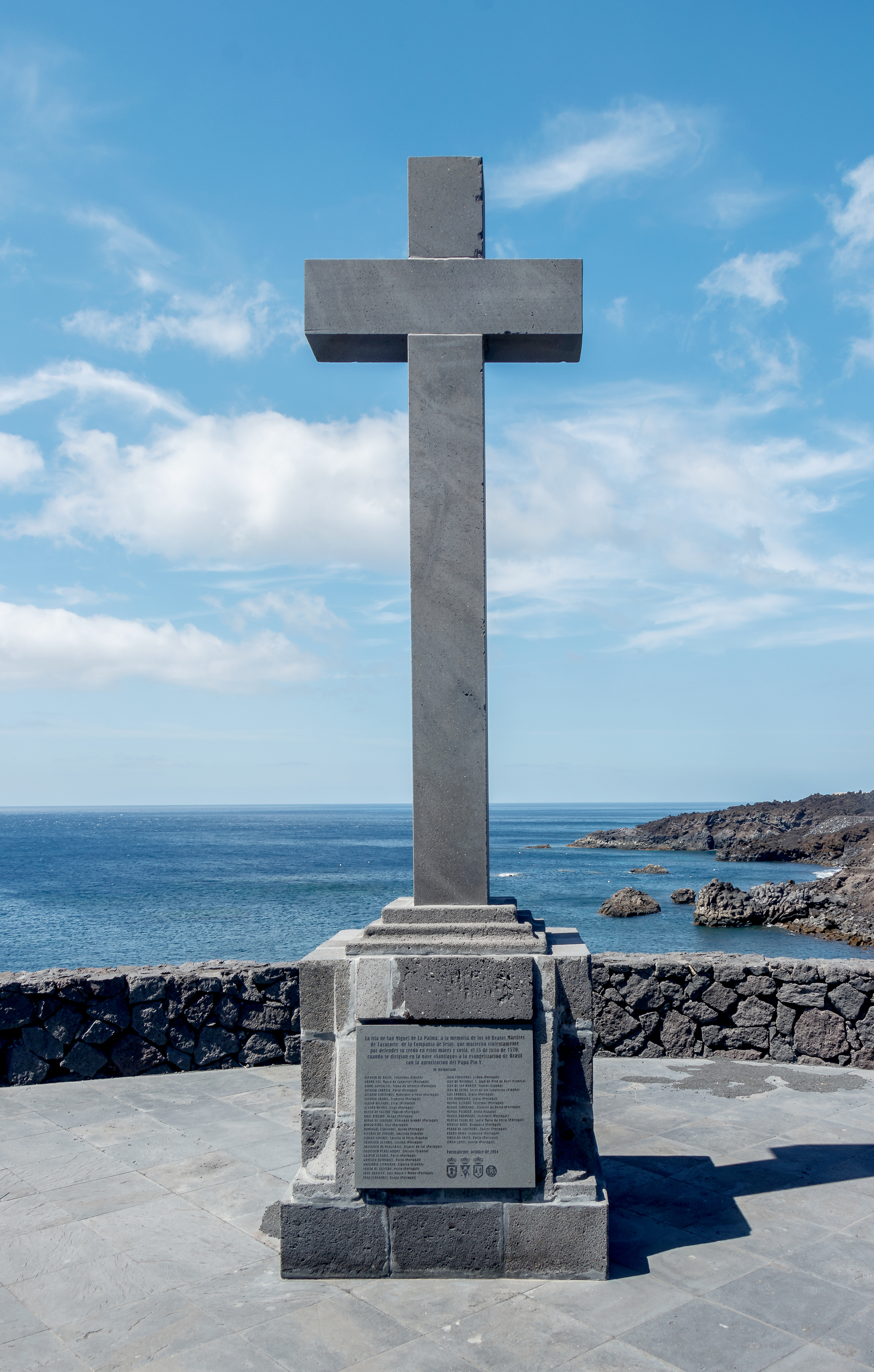
Lieu commémoratif "A los Jesuitas" (Monument aux martyrs du Brésil)
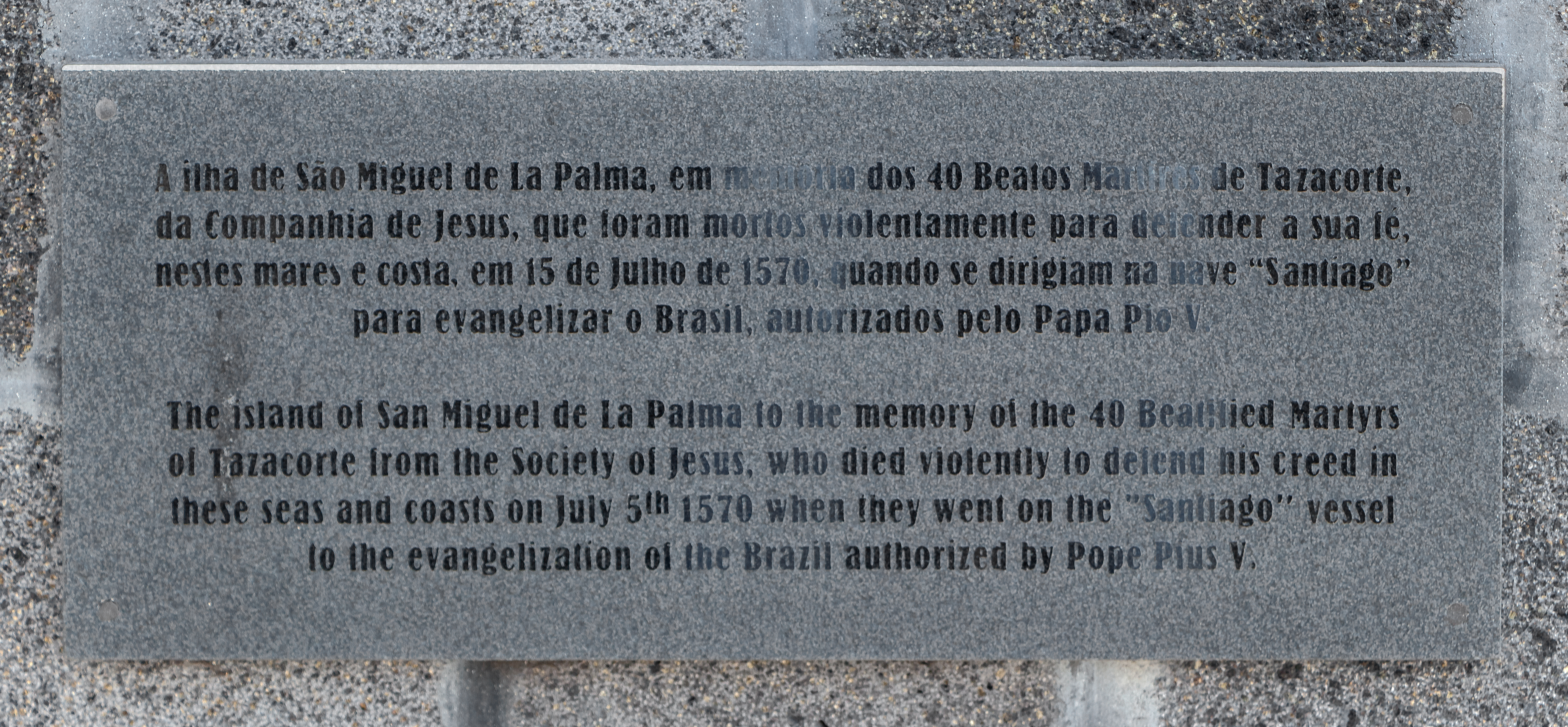
Plaque commémorative du côté ouest
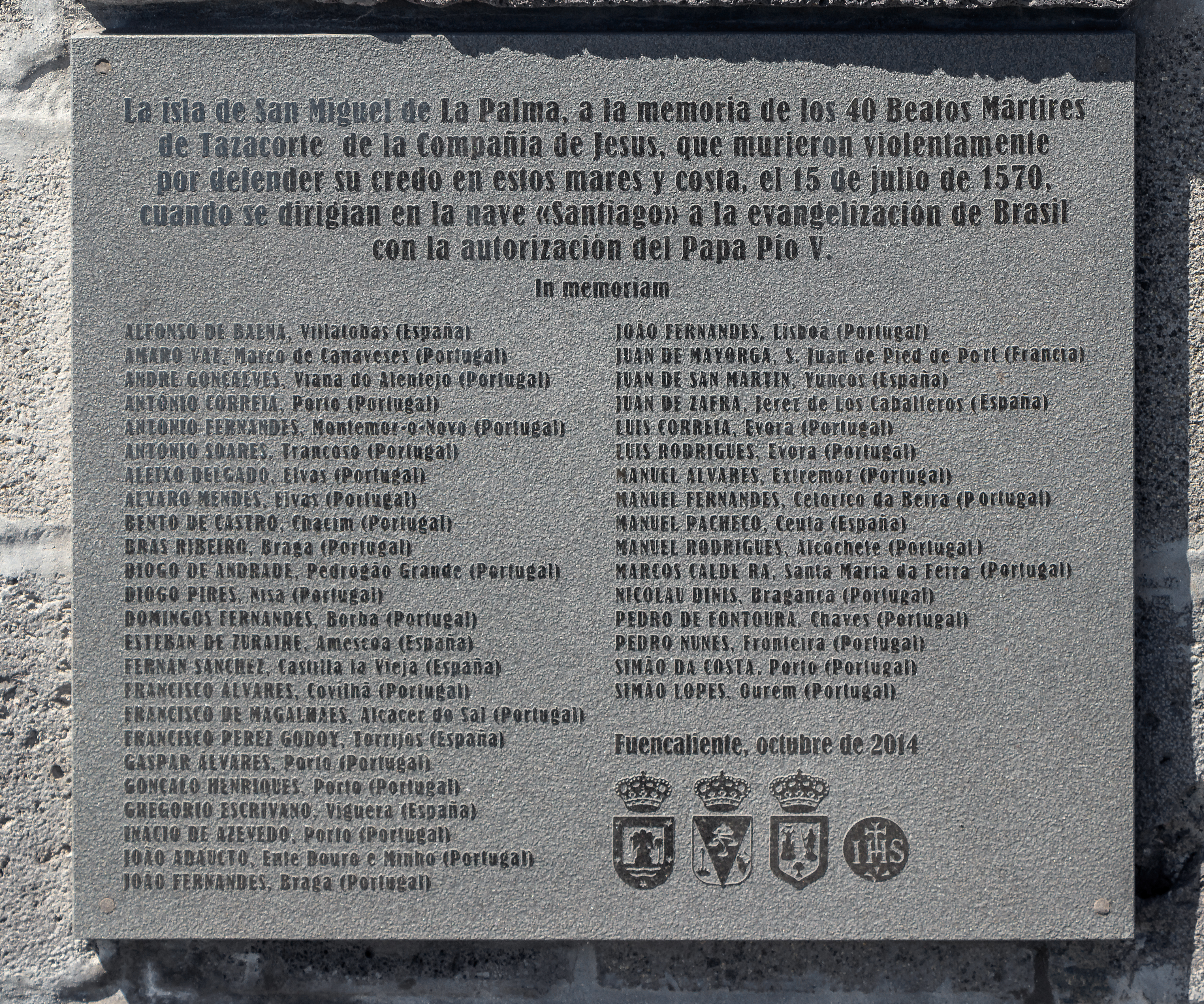
Plaque commémorative du côté est

Identifiant : ARLHS : CAI-037 ; ES-13030 - Amirauté : D2850 - NGA : 23800 .
|                                 |
| Vue d'ensemble des deux phares. |

|                   |
| Le nouveau phare. |

|                 |
| L'ancien phare. |

### Lien connexe
- Liste des phares des îles Canaries